# Sombra Pálida (versión de Angela Aki)
青い影 - Aoi Kage es la tercera canción del sencillo Kiss Me Good-Bye, es una versión de la canción "A Whiter Shade of Pale" de Procol Harum con la letra reescrita al japonés por Angela. La letra de la versión de Angela no se corresponde con la original de los Procol Harum. 
Por el momento sólo ha aparecido aquí en la discografía de Angela, y sólo en la versión japonesa del sencillo, en la versión estadounidense se sustituyó por Eyes On Me.
Se traduce al español como Sombra Pálida.

## Información
Artista
Angela Aki
Canción
青い影 - Aoi Kage
Letra
Angela Aki/Keith Reid
Música
Keith Reid / Gary Brooker 
Otra información
Piano: Angela Aki
- Datos: Q6131917